# Косоєво (Увинський район)
Косо́єво (рос. Косоево) — присілок у складі Увинському районі Удмуртії, Росія.

## Населення
Населення — 100 осіб (2010; 103 в 2002).
Національний склад станом на 2002 рік:
- удмурти — 94 %

## Урбаноніми[3]
- вулиці — Верхнє Косоєво, Центральна

## Господарство
У присілку діють фельдшерсько-акушерський пункт (1960) та клуб (1960, на 30 місць).